# Karyn Bye
Karyn Bye, född den 18 maj 1971 i River Falls, Wisconsin i USA, är en amerikansk ishockeyspelare.
Hon tog OS-silver i damernas ishockeyturnering i samband med de olympiska ishockeytävlingarna 2002 i Salt Lake City.